# .fm
‎.fm‏ دامنه اینترنتی اختصاص داده شده به ایالات فدرال میکرونزی است. هر کسی در سراسر جهان با پرداخت مبلغی می‌تواند از این دامنه استفاده کند. این امر باعث گشته است که برخی از رادیوها و رسانه‌های اینترنتی از این دامنه برای وب‌سایت‌های خود استفاده کنند. نظیر last.fm.